# SAR-Klasse NG 9
Die Fahrzeuge der Klasse NG 9 der South African Railways (SAR) waren Schlepptender-Dampflokomotiven mit der Achsfolge 2'C für 610-mm-Schmalspur (NG steht für Narrow Gauge). Die Maschinen wurden Ende 1915 auf der Avontuur Railway eingeführt.

## Geschichte
Der Verkehr auf der Avontuur-Railway wurde zu Beginn des Ersten Weltkriegs hauptsächlich mit den neun Lokomotiven des Typs B der ehemaligen Cape Government Railways bewältigt. Zuletzt waren in den Jahren 1911–13 drei Maschinen dieser Klasse in Betrieb genommen worden, die wegen einer höheren Kesselheizfläche als Improved B bezeichnet wurden.
Während Kriegs entstand wegen der vorübergehenden Verlegung von Schmalspurlokomotiven nach Südwestafrika ein Lokomotivmangel, und britische Hersteller konnten in dieser Zeit nicht liefern. Also wurden 1915/16 sechs Lokomotiven von Baldwin beschafft, die die Bahnnummern NG 42 bis 47 erhielten. Sie unterschieden sich – bei gleicher Achsfolge und identischen Lauf- und Triebwerksabmessungen – durch leicht abweichende Rost- und Heizflächen von den Improved B. Wesentlicher Unterschied war der Ersatz der Stephenson-Steuerung durch eine Walschaerts-Steuerung, wie sie bereits an den ebenfalls vom Typ B abgeleiteten Tenderlokomotiven des „Walmer-Typs“ vorhanden war. 
Die Baldwin-Lokomotiven blieben wie ihre Vorgänger die meiste Zeit auf der Avontuur Railway, einige halfen jedoch vorübergehend auch auf der Hopefield Railway aus. 
1929 wurden Nr. NG 42 und 43 ausgemustert, und Nr. NG 44 und 46 wurden auf die Strecke Upington–Kakamas verlegt. Nr. NG 45 war das letzte in Port Elizabeth verbliebene Exemplar und wurde 1939 ebenfalls nach Upington verlegt. 
1951 wurden die drei noch existierenden NG 9 nach Angola verkauft, wo sie auf der Caminhos de Ferro de Moçâmedes eingesetzt wurden. Schon wenige Jahre später wurde diese Bahn auf Kapspur umgebaut; es gibt jedoch Hinweise, dass die Lokomotiven, wie viele Angolanische Dampflokomotiven, bis heute nicht verschrottet worden sind.